# Tetragoneura obirata
Tetragoneura obirata är en tvåvingeart som beskrevs av Eberhard Plassmann 1990. Tetragoneura obirata ingår i släktet Tetragoneura och familjen svampmyggor.
Artens utbredningsområde är Sverige. Enligt den finländska rödlistan är arten otillräckligt studerad i Finland. Arten är reproducerande i Sverige. Artens livsmiljö är naturmoskogar. Inga underarter finns listade i Catalogue of Life.